# Santa Silvia (Rom)

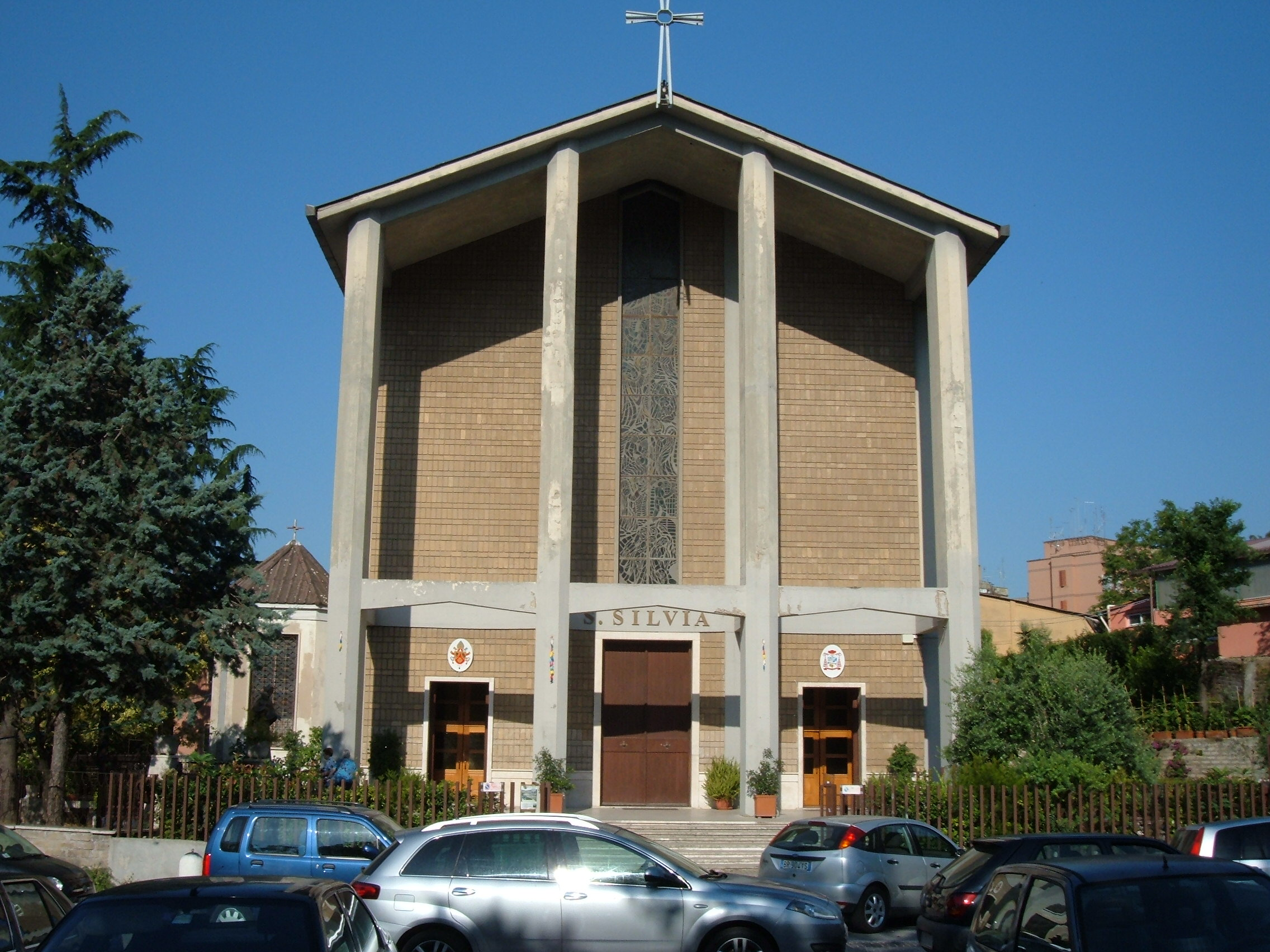
Chiesa Santa Silvia, Rom

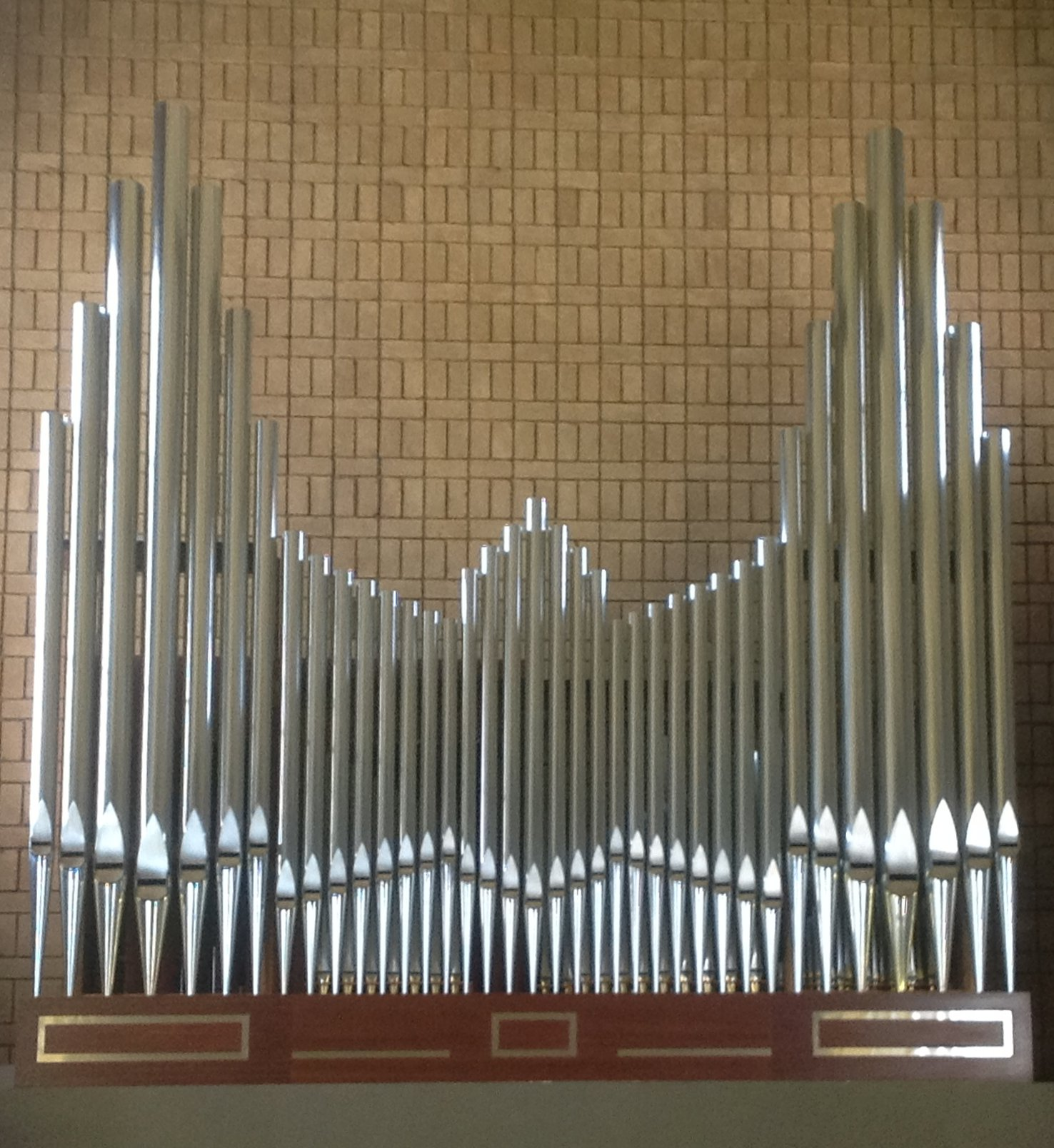
Santa Silvia, Orgel

Santa Silvia (lateinisch: Sanctae Silviae) ist eine Titelkirche in Rom.

## Überblick
Die Kirche wurde 1966 bis 1968 nach einem Entwurf des Architekten Francesco Fornari erstellt und durch den römischen Weihbischof Filippo Pocci eingeweiht. Die Pfarrgemeinde wurde durch das Dekret Ubi primum serena von Kardinalvikar Clemente Micara am 23. Februar 1959 gegründet.
Papst Johannes Paul II. erhob sie am 21. Februar 2001 zur Titelkirche der römisch-katholischen Kirche. Namenspatron ist die Heilige Silvia, die Mutter des Papstes Gregor des Großen, die um das Jahr 592 starb. Ihr Gedenktag und Namenstag ist der 3. November.
Entwurfsstruktur des Kirchenbaus ist ein lateinisches Kreuz mit einem einzigen Hauptschiff, einem Querschiff und ein halbkreisförmiges Presbyterium. Dominierendes Material ist Beton sowie Mosaikarbeiten in der Apsis.
Santa Silvia verfügt über eine Orgel der Manufaktur Mascioni Orgelbau von 2010/11 mit 17 Registern auf zwei Manualen und Pedal.
Die Kirche liegt an der Viale Giuseppe Sirtori im römischen Quartier Portuense.

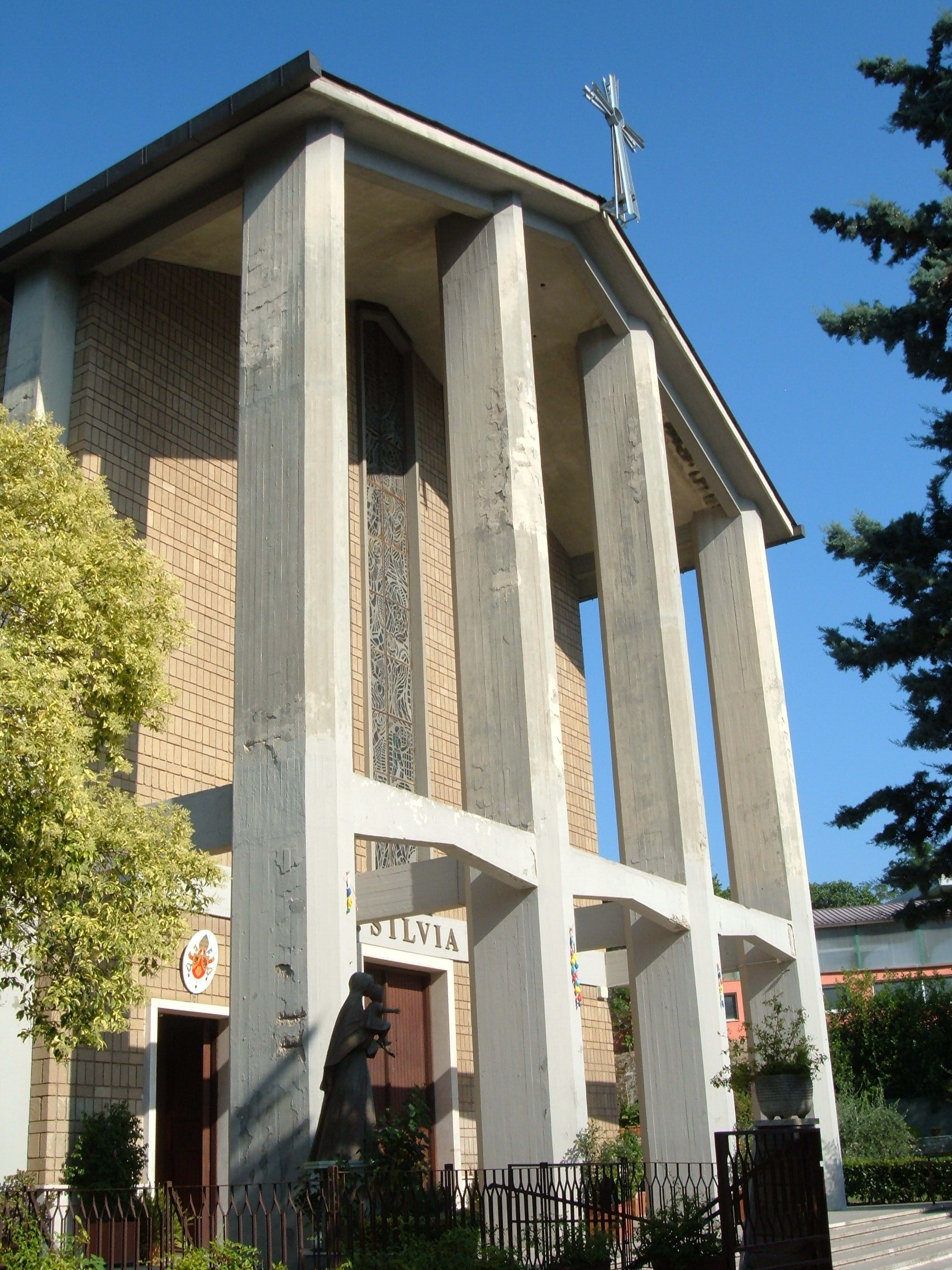
Santa Silvia – Eingangsfassade
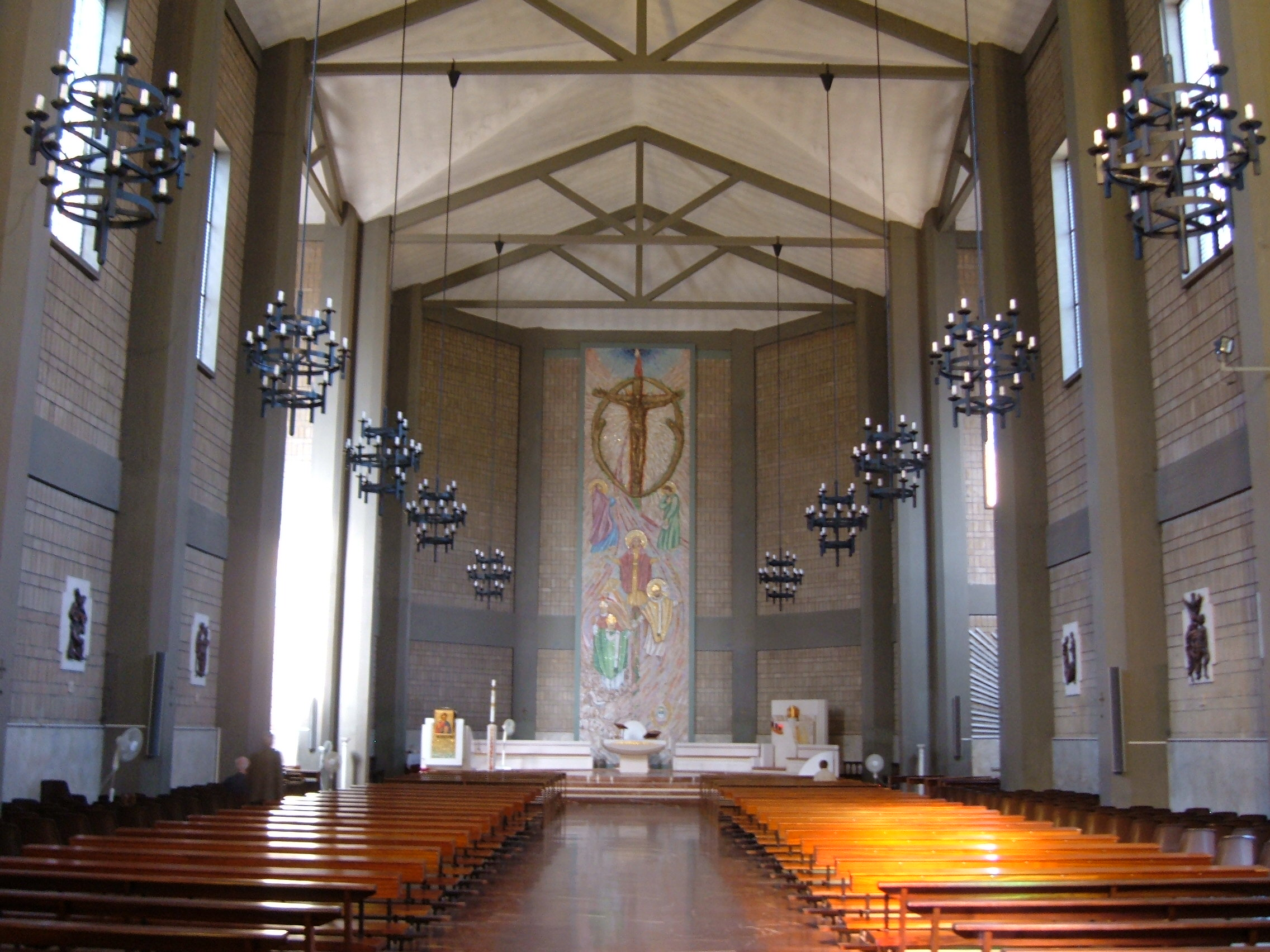
Santa Silvia – innen, mit Altarraum

## Kardinalpriester
- Jānis Pujats, seit 21. Februar 2001

## Nachweise
1. ↑  Masconi Orgelbau